# Denis Walerjewitsch Sergejew
Denis Walerjewitsch Sergejew (russisch Денис Валерьевич Сергеев; * 24. August 1983 in Moskau, Russische SFSR) ist ein russischer Eishockeyspieler, der zuletzt bei Sauralje Kurgan in der Wysschaja Hockey-Liga unter Vertrag stand.

## Karriere
Denis Sergejew begann seine Karriere als Eishockeyspieler in seiner Heimatstadt in der Nachwuchsabteilung des HK Dynamo Moskau. Von dort aus wechselte er in die kanadische Juniorenliga Western Hockey League, in der er von 2001 bis 2003 für die Calgary Hitmen, die ihn beim CHL Import Draft 2001 in der zweiten Runde als insgesamt 71. Spieler ausgewählt hatten, und die Swift Current Broncos aktiv war. Anschließend kehrte der Flügelspieler nach Russland zurück und spielte in der Saison 2003/04 für Olimpija Kirowo-Tschepezk in der Wysschaja Liga, der zweiten russischen Spielklasse. 
Zur folgenden Spielzeit wechselte er innerhalb der zweiten Liga zu Witjas Tschechow, mit dem er auf Anhieb in die Superliga aufstieg. Zu diesem Erfolg trug er mit fünf Toren und zwei Vorlagen in 34 Spielen bei. Mit Witjas trat der Rechtsschütze zunächst drei Jahre lang in der Superliga und ab der Saison 2008/09 drei Jahre lang in der neu gegründeten Kontinentalen Hockey-Liga an. Im Oktober 2011 wurde er von dessen KHL-Ligarivalen Neftechimik Nischnekamsk verpflichtet.

## Erfolge und Auszeichnungen
- 2005 Aufstieg in die Superliga mit Witjas Tschechow

## Statistik
(Stand: Ende der Saison 2010/11)